# 奧氏笛鯛
奧氏笛鯛，為輻鰭魚綱鱸形目鱸亞目笛鯛科的其中一種，分布於西北太平洋區，從日本南部、韓國南部至香港海域，棲息深度10-50尺，體長可達15.4公分，生活在沿海礁石區，屬肉食性，生活習性不明。

## 擴展閱讀
維基物種上的相關：奧氏笛鯛